# Србија и Црна Гора на Летњим олимпијским играма 2004.
Србија и Црна Гора је први пут наступила под овим именом на Олимпијским играма у Атини 2004. Од првог званичног учествовања на Олимпијским играма у Стокхолму 1912. променила је више имена под којима је наступала:
- 1912. -  Краљевина Србија
- 1920. - 1936. -  Краљевина Југославија
- 1948. - 1960. -  ФНРЈ
- 1964. - 1988. -  СФРЈ
- 1992. -  Независни олимпијски учесници (Independent Olyimpics Participants), због санкција учествовали само такмичари у појединачној конкуренцији под олимпијском заставом.
- 1996. - 2000. -  СР Југославија
- 2004. -  Србија и Црна Гора
- 2008. -  Србија

Председник Олимпијског комитета Србија и Црна Гора:Драган Кићановић
 Генерални секретар:Предраг Манојловић

## Освајачи медаља
Србија и Црна Гора је на Олимпијским играма у Атини 2004 учествовала са 87 такмичара у 14 спортова.
 Освојене су 2 сребрне медаље и то:
- Стрељаштво
  - Јасна Шекарић дисциплина ваздушни пиштољ са 10 m; (41такмичарка из 30 земаља)
- Ватерполо
  - Репрезентација у саставу: Денис Шефик, Владимир Вујасиновић, Петар Трбојевић, Вања Удовичић, Слободан Никић, Александар Шапић, Дејан Савић, Виктор Јеленић, Предраг Јокић, Никола Куљача, Александар Ћирић, Владимир Гојковић, и Данило Икодиновић. Селектор:Ненад Манојловић

#### Резултати ватерполо репрезентације Србија и Црна Гора
Група А

  Србија и Црна Гора 4:6  Мађарска 
 Србија и Црна Гора 4:3  Русија 
 Србија и Црна Гора 9:5  Казахстан 
 Србија и Црна Гора 11:8  Хрватска 
 Србија и Црна Гора 9:4  Сједињене Државе

#### Табела групе А
| пласман | репрезентација     | играла | добила | изгубила | дала:примила голова | бодови |
| 1.      | Мађарска           | 5      | 5      | 0        | 44:27               | 10     |
| 2.      | Србија и Црна Гора | 5      | 4      | 1        | 37:26               | 8      |
| 3.      | Русија             | 5      | 3      | 2        | 32:28               | 6      |
| 4.      | САД                | 5      | 2      | 3        | 32:37               | 4      |
| 5.      | Хрватска           | 5      | 1      | 4        | 35:41               | 2      |
| 6.      | Казахстан          | 5      | 0      | 5        | 21:42               | 0      |

- Четвртфинале: СЦГ -  Шпанија 7:5
- Полуфинале: СЦГ -  Грчка 7:3
- Финале: СЦГ -  Мађарска 7:8

## Резултати осталих такмичара
| Спорт        | Дисциплина                         | Такмичар | место       | бр. учесника | резултат |                                                   |
| Атлетика     | 110 м препоне                      | Ненад Лончар | 46          | 47           | 14,02 | квалификације                                     |
|              | 20 км ходање                       | Предраг Филиповић | 39          | 44           | 1:31,35 |                                                   |
|              | 50 км ходање                       | Александар Раковић | 23          | 54           | 4:02,06 |                                                   |
|              | скок увис                          | Драгутин Топић | 10          | 30           | 2,29 | финале                                            |
|              | кугла                              | Драган Перић | 32          | 39           | 18,91 | квалификације                                     |
|              | маратон (ж)                        | Оливера Јевтић | 6           | 63           | 2:31,15 |                                                   |
|              | диск (ж)                           | Драгана Томашевић | 38          | 42           | 54,44 | квалификације                                     |
| Бициклизам   | друмска трка (м) 242,2 појединачно | Иван Стевић | одустао     | 144          | |                                                   |
| Веслање      | Двојац без кормилара (м)           | Никола Стојић Младен Стегић | 5           | 13           | 6:58,11 6:27,50 | квал., 2. у групи пф. 2. у групи                  |
|              | Лаки четверац (м)                  | Вељко Урошевић Ненад Бабовић Горан Недељковић Милош Томић | 7           | 13           | 5:56,12 5:54,27 6:00,07                                                                                                  | квал. 4. у групи репесаж 2. у групи пф. 5 у групи |
| Кајак и кану | Кајак двосед (м) 500 m              | Огњен Филиповић Драган Зорић | 11          | 19           | 1:30,665 1:32,150 | квал. 3 у групи пф. 4 у групи                     |
|              | Кајак двосед (м) 1000 m             | Огњен Филиповић Драган Зорић | 14          | 16           | 3:19,299 3:58,793 | квал. 6 у групи пф. 8 место                       |
| Кошарка      | мушки                              | Дејан Бодирога, Петар Поповић, Ђуро Остојић, Владимир Радмановић, Игор Ракочевић, Владо Шћепановић, Вуле Авдаловић, Предраг Дробњак, Ненад Крстић, Милош Вујанић, Дејан Томашевић, Александар Павловић | 11          | 12           | Група "A" СЦГ-АРГ 82:83 СЦГ-ИТА 74:72 СЦГ-НЗЛ 87:90 СЦГ-ШПА 68:76 СЦГ-КИН 66:67 за 11 место СЦГ-АНГ 85:62                | Пласман у групи 6 место 11 место                  |
| Одбојка      | мушки                              | Никола Грбић, Иван Илић, Иван Миљковић, Милан Васић, Васа Мијић, Андрија Герић, Ђула Мештер, Милан Марковић, Владимир Грбић, Горан Вујевић, Александар Митровић и Бојан Ђорђевић. Селектор Љубомир Травица | 5-8         | 12           | Група А СЦГ-ПОЉ 0:3 СЦГ-ФРА 3:0 СЦГ-ТУН 3:0 СЦГ-АРГ 3:1 СЦГ-ГРЧ 3:2 четвртфинале СЦГ-РУС 1:3                             | 1. у групи А испали у четвртфиналу                |
| Пливање      | 50 м слободно                      | Милорад Чавић | 31          | 83           | 23,05 | квалификације                                     |
|              | 100 м слободно                     | Милорад Чавић | 19          | 69           | 49,74 | квалификације                                     |
|              | 200 м слободно                     | Игор Ерхартић | 48          | 59           | 1:54,21 | квалификације                                     |
|              | 100 м делфин                       | Милорад Чавић | 16          | 59           | 52,44 53,12 | квал. 1 у групи 4. укупно пф. 8 у групи           |
|              | 200 м делфин                       | Владан Марковић | 31          | 39           | 2:04,77 | квалификације                                     |
|              | 100 м прсно                        | Младен Тепавчевић | 29          | 60           | 1:03,52 | квалификације                                     |
|              | 100 м леђно                        | Игор Беретић | 40          | 44           | 59,38 | квалификације                                     |
|              | 50 м слободно (ж)                  | Мирослава Најдановски | 43          | 73           | 27,18 | квалификације                                     |
|              | 100 м прсно (ж)                    | Марина Куч | 22          | 48           | 1:11,27 | квалификације                                     |
|              | 200 м прсно (ж)                    | Марина Куч | 15          | 31           | 2:30,19 2:31,77 | квал. 13 укупно пф.7 у групи                      |
| Рвање        | грчко римски стил до 60 кг         | Давор Штефанек | елиминисан  | 22           | Штефанек -Сидни Гузман Перу 1:3 (1:3) Штефанек - Макото Сасамото Јапан 1:3 (1:9)                                         | квалификације                                     |
| Стони тенис  | појединачно (м)                    | Александар Каракашевић | елиминисан  | 64           | Каракашевић - Халид Ал Харби С. Арабија4:0 Каракашевић - Џони Хуанг Канада 4:2 Каракашевић - Јан Ове Валднер Шведска 2:4 | 1. коло 2. коло 3. коло                           |
|              |                                    | Слободан Грујић | елиминисан  | 64           | слободан 1. коло Грујић-Лиу Сонг Аргентина 1:4                                                                           | квалификације 2. коло                             |
|              | појединачно (ж)                    | Силвија Ердељи | елиминисана | 64           | Ердељи - Несрин Бен Кахија Тунис 4:0 Ердељи - Јин Јунг Хонг Сингапур 2:4                                                 | квалификације 1. коло 2. коло                     |
|              | парови (м)                         | Слободан Грујић Александар Каракашевић | 5-8         | 32           | Грујић, Каракашевић - Акира Кито, Тошио Тасаки Јапан 4:1 Грујић, Каракашевић – Ко Лаи Чак, Ли Чинг Хонгконг 1:4          | 1. и 2. коло слободни 3 коло четвртфинале         |
| Стрељаштво   | МК пиштољ 25 м (ж)                 | Јасна Шекарић | 9           | 39           | 579 (290, 289) | квалификације                                     |
|              | Ваздушни пиштољ 10 м (м)           | Андрија Златић | 13          | 47           | 579 | квалификације                                     |
|              | МК пиштољ 50 м (м)                 | Андрија Златић | 32          | 41           | 546 | квалификације                                     |
|              | Ваздушна пушка 10 м (м)            | Стеван Плетикосић | 39          | 47           | 586 | квалификације                                     |
|              | МК пушка тростав 50 м (м)          | Стеван Плетикосић | 28          | 40           | 1.153 (390, 382, 381) | квалификације                                     |
| Тенис        | појединачно (ж)                    | Јелена Јанковић | елиминисана | 64           | Јелена Јанковић - Фабиола Зулуага Колумбија 0:2 (4:6, 1:6)                                                               | 1 коло                                            |
| Фудбал       | мушки                              | Никола Милојевић (Хајдук, Кула), Бојан Незири (Металург, УКР), Александар Чановић, Бранко Лазаревић и Милан Степанов (Војводина), Марко Ломић (Железник), Милан Бишевац и Дејан Миловановић (Црвена звезда), Ђорђе Јокић, Игор Матић и Марко Баша (ОФК Београд), Симон Вукчевић, Бранимир Петровић, Срђан Радоњић (Партизан), Милош Красић (ЦСКА, Москва), Горан Ловре (Андерлехт, БЕЛ), Андрија Делибашић (Мајорка, ШПА), Никола Никезић (Сутјеска). Селектор:Владимир Петровић | елиминисана | 16           | Група Ц СЦГ-АРГ 0:6; СЦГ-АУС 1:5; СЦГ-ТУН 2:3                                                                            | Последњи у групи елиминисани                      |
| Џудо         | 60 кг (м)                          | Милош Мијалковић | елиминисан  | 32           | Мијалковић - Мурат Каликалов Узбекистан 0101/0100 Мијалковић - Муратбек Кипшакбајев Казахстан 0001/0002                  | 2 круг квалификација                              |